# Бікментаун (Нью-Йорк)
Бікментаун (англ. Beekmantown) — місто (англ. town) в США, в окрузі Клінтон штату Нью-Йорк. Населення — 5508 осіб (2020).

## Демографія
Згідно з переписом 2010 року, у місті мешкало 5545 осіб у 2223 домогосподарствах у складі 1580 родин. Було 2469 помешкань
Расовий склад населення:
| - 97,1 % — білих - 1,2 % — чорних або афроамериканців - 0,4 % — азіатів - 0,2 % — корінних американців |

До двох чи більше рас належало 0,9 %. Частка іспаномовних становила 1,3 % від усіх жителів.
За віковим діапазоном населення розподілялося таким чином: 21,6 % — особи молодші 18 років, 64,7 % — особи у віці 18—64 років, 13,7 % — особи у віці 65 років та старші. Медіана віку мешканця становила 42,9 року. На 100 осіб жіночої статі у місті припадало 99,5 чоловіків;  на 100 жінок у віці від 18 років та старших — 98,5 чоловіків також старших 18 років.
Середній дохід на одне домашнє господарство  становив 77 556 доларів США (медіана — 63 708), а середній дохід на одну сім'ю — 82 350 доларів (медіана — 76 307). Медіана доходів становила 41 329 доларів для чоловіків та 56 614 долари для жінок. За межею бідності перебувало 11,6 % осіб, у тому числі 16,0 % дітей у віці до 18 років та 5,0 % осіб у віці 65 років та старших.
Цивільне працевлаштоване населення становило 2799 осіб. Основні галузі зайнятості: освіта, охорона здоров'я та соціальна допомога — 29,7 %, публічна адміністрація — 9,5 %, мистецтво, розваги та відпочинок — 9,4 %.